# Skipovac Donji (Republika Serbska)
Skipovac Donji (cyr. Скиповац Доњи) – wieś w Bośni i Hercegowinie, w Republice Serbskiej, w mieście Doboj. W 2013 roku liczyła 62 mieszkańców.